# Yūki Kadono
Yūki Kadono (jap. 角野友基 Kadono Yūki; ur. 18 maja 1996 w Miki) – japoński snowboardzista, specjalizujący się w slopestyle'u. Po raz pierwszy na arenie międzynarodowej pojawił się 9 stycznia 2013 roku w Copper Mountain, gdzie w kwalifikacjach do zawodów Pucharu Świata zajął drugie miejsce. Dwa dni później wywalczył pierwsze pucharowe punkty, zajmując czternaste miejsce. Na podium zawodów tego cyklu stanął 26 marca 2013 roku w Sierra Nevada, odnosząc zwycięstwo. W zawodach tych wyprzedził Kanadyjczyka Maxa Parrota i Billy'ego Morgana z Wielkiej Brytanii. Najlepsze wyniki w osiągnął w sezonie 2012/2013, kiedy to zajął 12. miejsce w klasyfikacji generalnej AFU, a w klasyfikacji slopestyle'u wywalczył Małą Kryształową Kulę. W 2014 roku wystartował na igrzyskach olimpijskich w Soczi, zajmując ostatecznie ósmą pozycję w slopestyle'u. Nigdy nie brał udziału w mistrzostwach świata. W 2015 roku zakończył karierę.

## Osiągnięcia

### Igrzyska olimpijskie
| Miejsce | Dzień    | Rok  | Miejscowość | Konkurencja | Zwycięzca       |
| ------- | -------- | ---- | ----------- | ----------- | --------------- |
| 8.      | 8 lutego | 2014 | Soczi       | Slopestyle  | Sage Kotsenburg |

### Puchar Świata

#### Miejsca w klasyfikacji generalnej
- - AFU[2]
- sezon 2012/2013: 12.
- sezon 2013/2014: 71.
- sezon 2014/2015: -
- sezon 2015/2016: 28.

#### Miejsca na podium w zawodach
1. Sierra Nevada – 26 marca 2013 (slopestyle) - 1. miejsce
2. Cardrona – 22 sierpnia 2015 (slopestyle) - 2. miejsce